# 마이클 존슨 (육상 선수)

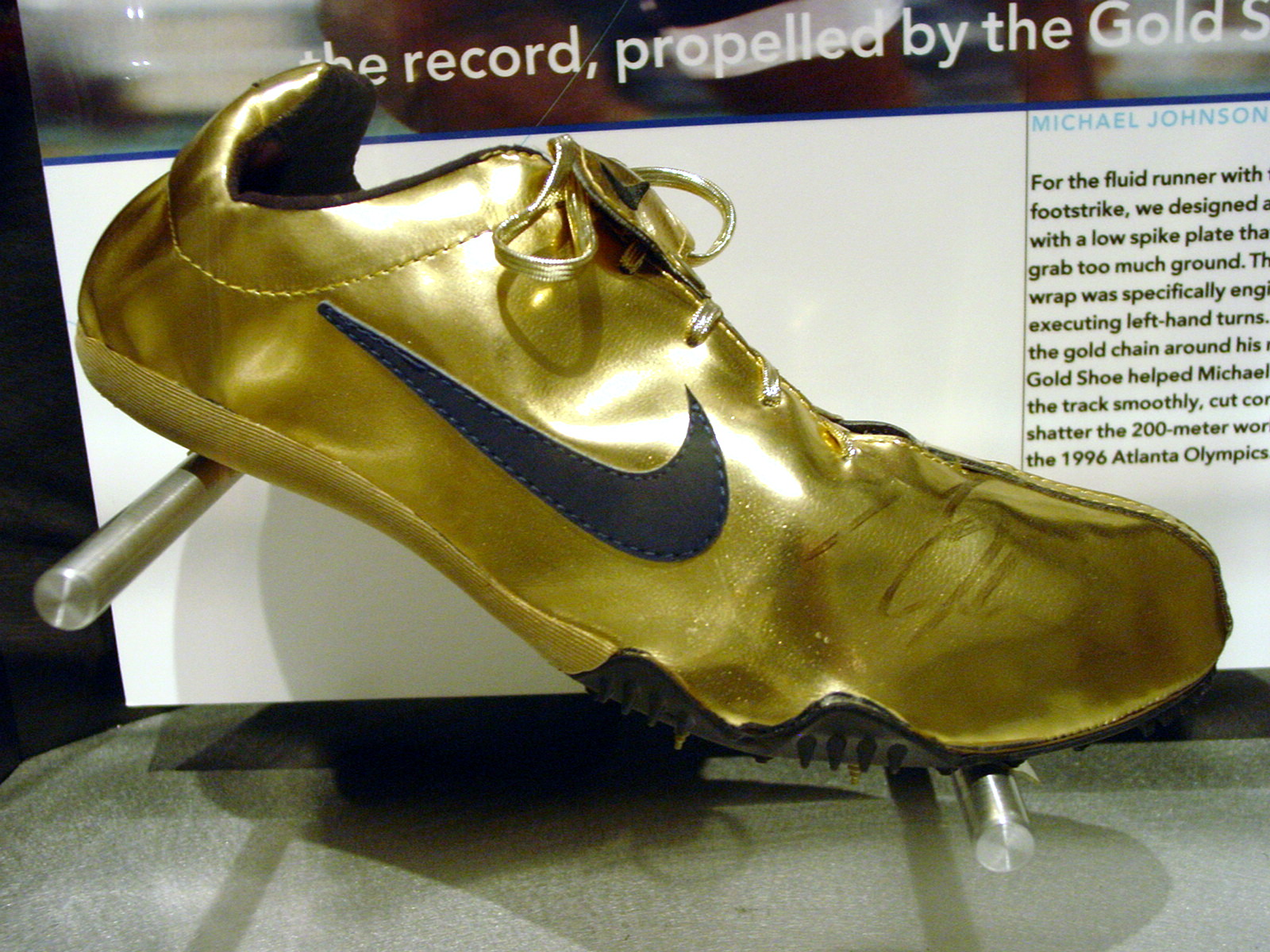
마이클 존슨의 황금 운동화

마이클 드웨인 존슨(영어: Michael Duane Johnson, 1967년 9월 13일 ~ )은 미국의 단거리 육상 선수이다.
그는 1992년 바르셀로나 올림픽에서 1600m 계주에서 금메달을 땄고, 1996년 애틀랜타 올림픽에서 200m, 400m 을 동시 석권하는 대기록을 수립하였다. 2000년 시드니 올림픽에서는 400m 2연패하여 총 4개의 금메달을 땄다. 또한 4연속 400m 세계 챔피언(1993, 1995, 1997, 1999)이기도 한 그의 세계기록에는 200m 19.34초와 400m 43.18초 등이 있는데, 200m 기록은 2008년 베이징 올림픽에서 우사인 볼트에 의해 깨지고 400m 기록은 2016년 리우데자네이루 올림픽에서 웨이드 판 니케르크에 의해 깨졌다.

## 어린 시절과 경력
텍사스주 댈러스에서 태어나 자라온 존슨은 스카이라인 고등학교와 베일러 대학교에서 수학하였다. 대학에서 클라이드 하트의 감독 아래에서 훈련받으면서 실내와 실외 양쪽 몇몇의 NVAA 단거리 경주와 계주 타이틀을 우승하였다. 초기 경력 중에 존슨은 자신의 첫 200m 경주에서 20.41초로 학교 기록을 깨고 1600m 계주에서 43.5초의 기록을 세웠다. 1988년 서울 올림픽 참가를 준비하였으나, 선발 시합에서 왼쪽 비골이 부러지고 말았다. 400m 경주에 실격을 당하고 200m에서 물러나고 말았다.
1989년 미국 실내 선수권 대회에서 400m 2위를 하고, 200m에서 미국 기록 20.59초를 세우고 우승하였다. 시니어 시즌에는 4개의 주요 200m 종목들 중에 3개를 우승하였고, 미국 실내 선수권 대회에서 400m에 참가하면서 계주 우승팀의 최종 주자를 맡았다.
1990년 200m와 400m 양종목에서 세계 등급 1위를 차지한 첫 선수로서 경영학 석사를 취득하고 졸업하였다. 1991년 도쿄에서 열린 세계 육상 선수권 대회에서 200m를 우승하였다.
1992년 바르셀로나 올림픽이 열리기 2주 전에 존슨과 그의 대리인이 스페인의 식당에서 식중독에 걸렸다. 체중과 기력을 잃은 존슨은 올림픽에서 200m 우승후보로 보였으나 결승전에 나가지 못하였다. 하지만 1600m 계주의 단원으로 뛸 수 있게되어 2분 55.74초의 세계신기록을 세워 금메달을 획득하였다.
1993년 400m 미국 타이틀을 우승하고 슈투트가르트에서 열린 세계 육상 선수권 대회에서 400m와 1600m 계주 타이틀을 우승하였다. 계주에서 그의 갈라진 시간 42.91초는 역사상 가장 빠른 400m로 남아있다. 1995년 세계 육상 선수권 대회에서는 200m와 400m 양종목을 처음으로 우승하였다.

## 애틀랜타 올림픽
1996년 미국 올림픽 선발 시합에서 200m 19.66초의 기록을 세워 피에트로 멘네아의 17년 기록을 깼다. 그 활약과 함께 존슨은 애틀랜타 올림픽에 출전할 수 있었고 200m와 400m 양종목을 우승하는 시도를 준비하였다.
존슨은 황금의 나이키 스파이크 운동화를 신고 올림픽 경기에 들어간 이유로 "황금 슈즈를 가진 사나이"란 별명이 붙여졌다.
7월 29일 400m 결승전에서 43.49초의 올림픽 기록과 함께 금메달을 획득하였다. 8월 1일에 열린 200m 결승전에서는 열린 100m를 10.12초에 달려 19.32초의 세계 기록과 함께 경주를 완료하였는 데, 이 기록은 올림픽 선발 시합에서 세운 전 기록 1초의 10분의 4보다 더 빠른 기록으로 깨졌다.
1996년 시즌이 끝난 후 최고 아마추어 선수로서 제임스 E. 설리반 상을 수상하였고 ABC 스포츠의 넓은 세상 "올해의 육상 선수"로 선정되었다.

## 세계에서 가장 빠른 남자
1997년 존슨은 200m 세계 기록의 결과와 함께 나이키 홍보에 "세계에서 가장 빠른 남자"로 나오기 시작하였다. 이것은 당시 100m 세계 기록 보유자 도노반 베일리가 전형적으로 비공식적 타이틀을 수여됨에 불구하고, 존슨이 1996년 올림픽 200m 세계 기록을 깨던 19.32초가 그를 세계에서 가장 빠른 남자로 숙고하였다.
7월 토론토의 로저스 센터(당시 스카이돔)에서 열린 150m(164 야드) 경주에서 존슨은 베일리와 맞붙었다. 그 경주는 "세계에서 가장 빠른 남자" 타이틀의 경쟁으로 알려졌으며, 100m 종점에서 햄스트링으로 기권하고 말았다.

## 후의 경력
1998년 뉴욕에서 열린 굿윌 경기에서 존슨은 1600m 계주에 최종주자로 나가 2분 54.20초의 세계 기록을 세워 우승하였다.
1999년 존슨은 부상을 당하여 세비야에서 열린 세계 육상 선수권 대회 전의 4개의 400m 경주에서 그를 제한시키고 말았다. 선발 경기에서 실패한 존슨은 곧 회복하여 4연속 400m 세계 타이틀을 우승하여 43.18초의 세계신기록을 세웠다.
2000년 시드니 올림픽 400m 출전에 합격한 후, 존슨은 200m 결승전에서 부상을 당하였다. 그는 400m 2연속 올림픽 금메달을 획득하면서 자신의 경력을 끝냈다. 그는 1600m 계주에 최종주자로 나가 5번째 금메달 획득에 목적을 두었다. 존슨과 앨빈 해리슨, 안토니오 페티그루, 캘빈 해리슨으로 구성된 미국 팀이 금메달을 박탈당하였는 데, 그 이유는 페티그루가 경기력 향상 약물을 사용했고 해리슨 쌍둥이 형제가 마약 복용을 하던 사실이 밝혀졌기 때문이다.
존슨은 200m를 19.80초 아래 6번, 22개의 400m를 44초 아래로 뛰었다. 그의 경력으로 보아 2개의 200m 세계기록, 3개의 1600m 계주 세계기록, 2개의 실내 400m 세계기록, 1개의 실외 400m 세계 기록을 남겼다.

## 육상 은퇴 후
존슨은 2004년 미국 육상 명예 전당에 헌액되었으며, 1996년 올림픽에서의 200m 활약이 지난 25년간 가장 위대한 육상 추억으로 남겨졌다.
2007년에는 텍사스주 맥키니에서 10세부터 18세까지의 젊은 육상 선수들과 모든 스포츠의 프로 선수들을 위한 훈련 시설 마이클 존슨 퍼포먼스(Michael Johnson Performance)를 열었다. 그 회사는 댈러스 카우보이스의 공식 훈련 파트너이며, 댈러스 스타스와 FC 댈러스의 공식 훈련소이다.
존슨의 스포츠 경영 회사 얼티미트 퍼포먼스(Ultimate Performance)는 2004년 아테네 올림픽 금메달리스트이자 동료 베일러 대학교 졸업생 제러미 워리너를 포함한 육상 선수들을 위한 대리로서 운영되었다.
2008년 6월 존슨은 시드니 올림픽에서 1600m 계주의 구성원 안토니오 페티그루의 1997년부터 2001년 사이에 마약 복용한 사실이 알려져, 그 종목의 금메달을 반환하였다.
현재 그는 부인 아민과 아들 시배스천(2000년 생)과 함께 캘리포니아주 샌래파엘에 살고 있다.